# Lophopanopeus frontalis
Lophopanopeus frontalis är en kräftdjursart som först beskrevs av M. J. Rathbun 1893.  Lophopanopeus frontalis ingår i släktet Lophopanopeus och familjen Panopeidae. Inga underarter finns listade i Catalogue of Life.